# Nicola Kollmann
Nicola Kollmann (Vaduz, 23 de noviembre de 1994) es un futbolista Liechtensteiniano que juega en la demarcación de centrocampista para el FC Ruggell de la 2. Liga.

## Selección nacional
Tras jugar con la selección de fútbol sub-19 de Liechtenstein y la sub-21 finalmente debutó con la selección de fútbol de Liechtenstein el 7 de octubre de 2020. Lo hizo en un partido amistoso contra Luxemburgo que finalizó con un resultado de 1-2 a favor del combinado liechtensteiniano tras el gol de Gerson Rodrigues para Luxemburgo, y de Fabio Wolfinger y Nicolas Hasler para Liechtenstein.

## Clubes
| Club       | País          | Año       | Partidos | Goles |
| ---------- | ------------- | --------- | -------- | ----- |
| FC Ruggell | Liechtenstein | 2011-2012 |          |       |
| FC Schaan  | Liechtenstein | 2012-2015 | 15       | 0     |
| FC Ruggell | Liechtenstein | 2015-     | 3        | 1     |